# Kazahstanska ženska rukometna reprezentacija
Kazahstanska ženska rukometna reprezentacija predstavlja državu Kazahstan u športu rukometu.

## Nastupi naAP
- zlato: 2002.
- 4. mjesto: 2006.
- 5. mjesto: 1993., 2000., 2008.